# Ato locucionário
Em linguística e filosofia da linguagem, ato locucionário é a designação dada à categoria dos atos de fala que agrupa a dimensão linguística propriamente dita: a disposição de sons para efetivar determinada significado referencial e predicação.
De acordo com a teoria desenvolvida inicialmente por John Langshaw Austin e retomada por outros pesquisadores, como John Searle e Jacques Derrida, a realização dos atos de fala é a própria significação da linguagem. A primeira das três dimensões que compõem os atos de fala é o ato locucionário, que, dotado de sentido e referência, organiza formas linguísticas (fonemas, morfemas, sintagmas etc.) sintática e semanticamente a partir das regras gramaticais. O ato locucionário está integrado às outras duas dimensões: ato ilocucionário e ato perlocucionário.